# Chi sei adesso
Chi sei adesso è un singolo dei Gemelli DiVersi pubblicato nel 2000. È il secondo singolo estratto dal loro album 4x4, pubblicato nel 2000.

## Il video
Nel videoclip la banda canta per le strade di Milano, mentre i due protagonisti si incontrano, come racconta il testo della canzone, dopo essersi lasciati, ma si guardano con intesa e dispiacere.
Il video ha un montaggio particolare in cui viene ogni tanto divisa in due l'immagine, split screen, sia in orizzontale che in verticale.

## Album
Il singolo è la terza traccia dell'album 4x4 ma si trova anche in versione live Nell'album Come piace a me ed è incluso anche nell'album raccolta Senza fine 98-09 - The Greatest Hits.